# Granville (Illinois)
Pour les articles homonymes, voir Granville (homonymie).
Granville est un village du comté de Putnam, en Illinois, aux États-Unis. Fondé en 1836, il est incorporé le 24 février 1881,. Lors du recensement de 2010, le village comptait une population de 1 427 habitants. Il est baptisé en référence à Granville dans le Massachusetts.

## Géographie
Granville se trouve à environ 80 kilomètres au sud-ouest de Chicago et à 20 kilomètres au nord-est de Peoria. Le village est situé dans une région agricole fertile, bordée par la rivière Illinois au sud et la rivière Vermilion à l'ouest.

## Histoire
Les premiers colons européens se sont installés dans la région de Granville au début des années 1830. En 1836, un bureau de poste a été établi et la ville a été nommée Granville d'après la ville du Massachusetts d'où provenaient de nombreux colons. Le village a été incorporé en 1881.

## Économie
L'économie de Granville repose principalement sur l'agriculture. Les principales cultures produites dans la région sont le maïs, le soja et le blé. Le village abrite également un certain nombre de petites entreprises, notamment des restaurants, des magasins et des services professionnels.

## Éducation
Les élèves de Granville fréquentent le district scolaire communautaire de Putnam County 161. Le district exploite une école primaire, une école intermédiaire et un lycée.

## Loisirs et culture
Granville propose un certain nombre d'activités de loisirs et culturelles pour ses résidents et ses visiteurs. Le village abrite un parc, une bibliothèque et un musée. Il accueille également plusieurs événements annuels, notamment un festival d'été et une parade de Noël.
Points d'intérêts :
- Granville Park: Ce parc abrite une aire de jeux, un terrain de baseball et un pavillon de pique-nique.
- Granville Public Library: Cette bibliothèque propose une large collection de livres, de magazines et d'autres supports.
- Granville History Museum: Ce musée expose des artefacts et des expositions sur l'histoire de Granville.
- Granville Summer Festival: Ce festival annuel propose de la musique live, de la nourriture et des jeux pour toute la famille.
- Granville Christmas Parade: Cette parade annuelle présente des chars, des groupes et des marcheurs décorés pour Noël.

## Démographie
Selon le recensement de 2010, Granville a une population de 1 427 habitants. La population est composée à 97,3% de Blancs, 0,7% d'Afro-Américains, 0,2% d'Asiatiques, 0,1% d'Amérindiens et 1,7% d'autres races. 1,0% de la population est hispanique ou latino-américaine.

## Source de la traduction
- (en) Cet article est partiellement ou en totalité issu de l’article de Wikipédia en anglais intitulé « Granville, Illinois » (voir la liste des auteurs).